# Campylospermum
Campylospermum är ett släkte av tvåhjärtbladiga växter. Campylospermum ingår i familjen Ochnaceae.

## Bildgalleri

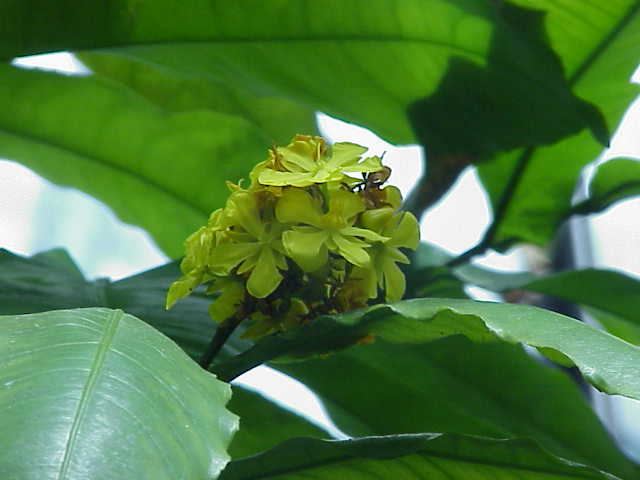
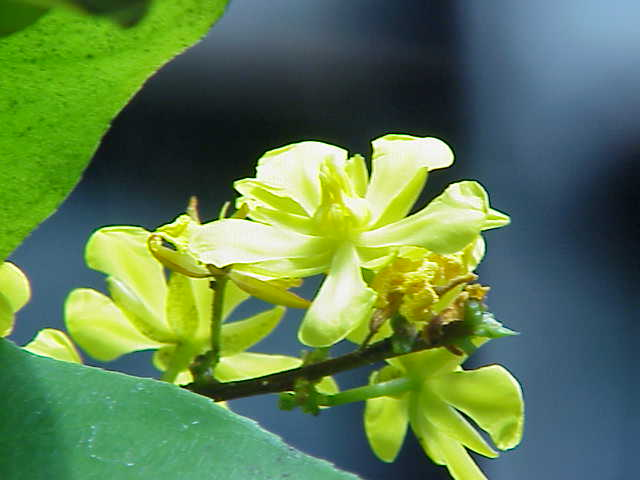
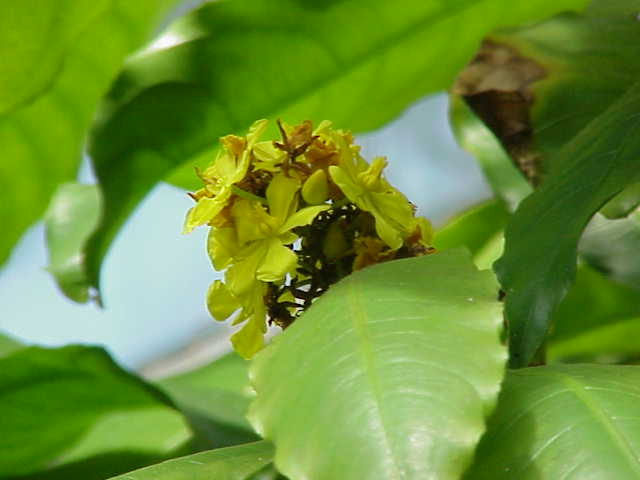
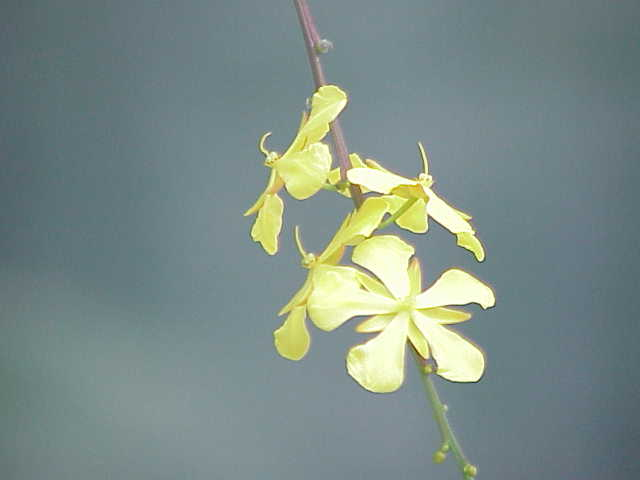
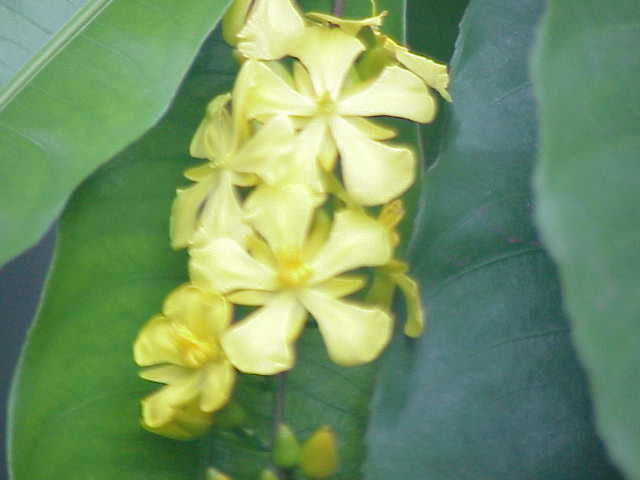
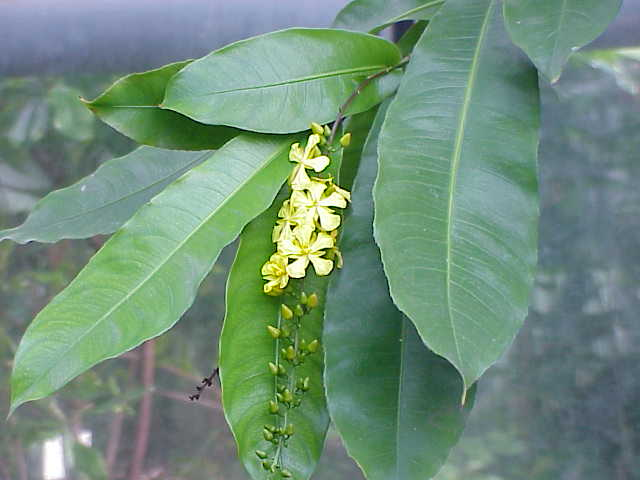

## Dottertaxa tillCampylospermum, i alfabetisk ordning[1]
- Campylospermum amplectens
- Campylospermum anceps
- Campylospermum andongensis
- Campylospermum auriculatum
- Campylospermum bukobense
- Campylospermum cabrae
- Campylospermum calanthum
- Campylospermum claessensii
- Campylospermum congestum
- Campylospermum costatum
- Campylospermum deltoideum
- Campylospermum dependens
- Campylospermum descoingsii
- Campylospermum duparquetianum
- Campylospermum dusenii
- Campylospermum dybovskii
- Campylospermum elongatum
- Campylospermum engama
- Campylospermum excavatum
- Campylospermum flavum
- Campylospermum gabonensis
- Campylospermum glaberrimum
- Campylospermum glaucifolium
- Campylospermum glaucum
- Campylospermum glomeratum
- Campylospermum humblotii
- Campylospermum katangense
- Campylospermum klainei
- Campylospermum laeve
- Campylospermum lanceolatum
- Campylospermum laxiflorum
- Campylospermum lecomtei
- Campylospermum letouzeyi
- Campylospermum likimiense
- Campylospermum longestipulatum
- Campylospermum louisii
- Campylospermum lunzuensis
- Campylospermum lutambensis
- Campylospermum mannii
- Campylospermum monticola
- Campylospermum nutans
- Campylospermum obtusifolium
- Campylospermum occidentalis
- Campylospermum oliveri
- Campylospermum oliverianum
- Campylospermum paucinervatum
- Campylospermum plicatum
- Campylospermum reticulatum
- Campylospermum schoenleinianum
- Campylospermum serratum
- Campylospermum squamosum
- Campylospermum striatum
- Campylospermum strictum
- Campylospermum subcordatum
- Campylospermum sulcatum
- Campylospermum umbricola
- Campylospermum warneckei
- Campylospermum vogelii
- Campylospermum zenkeri